# Constant Fouard
Constant Fouard (6 de agosto de 1837 em Elbeuf, perto de Rouen – 1903) foi um escritor eclesiástico francês.

## Vida
Sua juventude foi uma preparação para o trabalho no qual sua fama se baseia. Ele estudou os clássicos em Bois-Guillaume, filosofia em Issy (1855-1857) e fez seus estudos teológicos em Saint-Sulpice, Paris (1857-61). Junto com seus professores em Paris estavam Abbé John Logan, que permaneceu por toda a vida o inspirador e mentor de seus estudos e Abbe Le Hir, que o iniciou e seu companheiro discípulo Fulcran Vigouroux nas ciências bíblicas, às quais eles devotaram suas vidas.
Foi ordenado sacerdote em 1861 e entrou na "Solidão", noviciado dos Sulpicianos, mas partiu por motivo de doença após vários meses sem ingressar na sociedade. Ele lecionou por algum tempo em Bois-Guillaume, depois prosseguiu o estudo dos clássicos no Collège Sainte-Barbe, Paris, obteve o diploma de Licenciatura em Letras em 1867 e retomou; o ensino dos clássicos em Bois-Guillaume, tendo a aula de retórica, 1867-1876. Sua piedade o atraiu para as ciências sagradas, ele foi nomeado pelo Estado (1876) para a cadeira de Sagrada Escritura na faculdade de teologia em Rouen; ele continuou, entretanto, a residir em Bois-Guillaume e a compartilhar o dever de governar o corpo discente.
Recebeu honras: foi nomeado doutor em teologia (1877), cônego da catedral de Ruão (1884) e membro da Comissão Bíblica (1903). Ele viajou pela Palestina, Síria, Grécia e Itália.
Seu ensino cessou quando a Faculdade de Teologia foi fechada à força c. 1884.

## Trabalho
Seus escritos incluem: 
- La Vie de NS Jésus-Christ (1880);
- Saint Pierre et les premières années du Christianisme (1886);
- Saint Paul, ses Missions "(1892);
- São Paulo, ses dernières années (1897);
- Saint Jean et la fin de l'Âge Apostolique (póstumo, 1904).

As datas testemunham, aliás, o caráter extremamente meticuloso de seus trabalhos. Todos esses livros fazem parte de uma grande obra, Les Origines de l'Eglise, que Fouard escreveu em resposta à apresentação do mesmo assunto por Ernest Renan, que como ele tinha visto um aluno de Le Hir. 

Cada livro sucessivo do Abbé Fouard ganhou imediatamente uma grande popularidade e foi traduzido para quase todas as línguas da Europa. Suas obras não são notáveis em originalidade de visão ou agudeza de visão crítica, mas apresentam uma imagem do cristianismo primitivo. 